# Haus Fährmann
Das Haus Fährmann liegt in der Straße An der Jägermühle 3 im Stadtteil Niederlößnitz der sächsischen Stadt Radebeul. Es wurde in der Mitte des 18. Jahrhunderts erbaut, später umgebaut und vereinfacht. Die beidseits stehenden Gebäude Paradiesstraße 26 und An der Jägermühle 1 (links) sowie An der Jägermühle 5 (rechts) sind ebenfalls denkmalgeschützt.

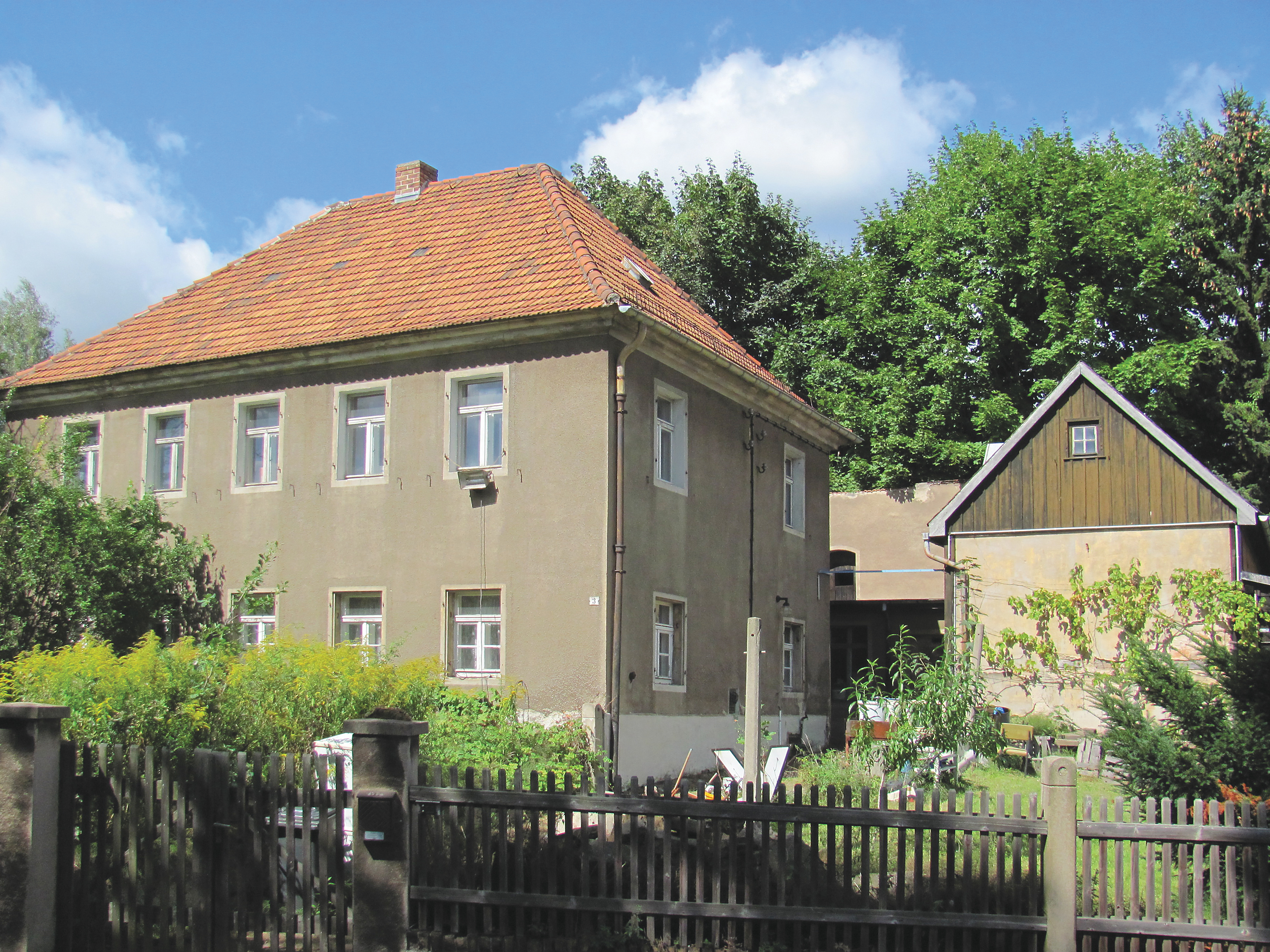
Haus Fährmann mit ebenfalls denkmalgeschütztem Nebengebäude

Als Haus Fährmann stand das Gebäude bereits zu DDR-Zeiten seit mindestens 1973 unter Denkmalschutz, so wie das gegenüberliegende, inzwischen aus dem Denkmalschutz entlassene Haus Gärtner.

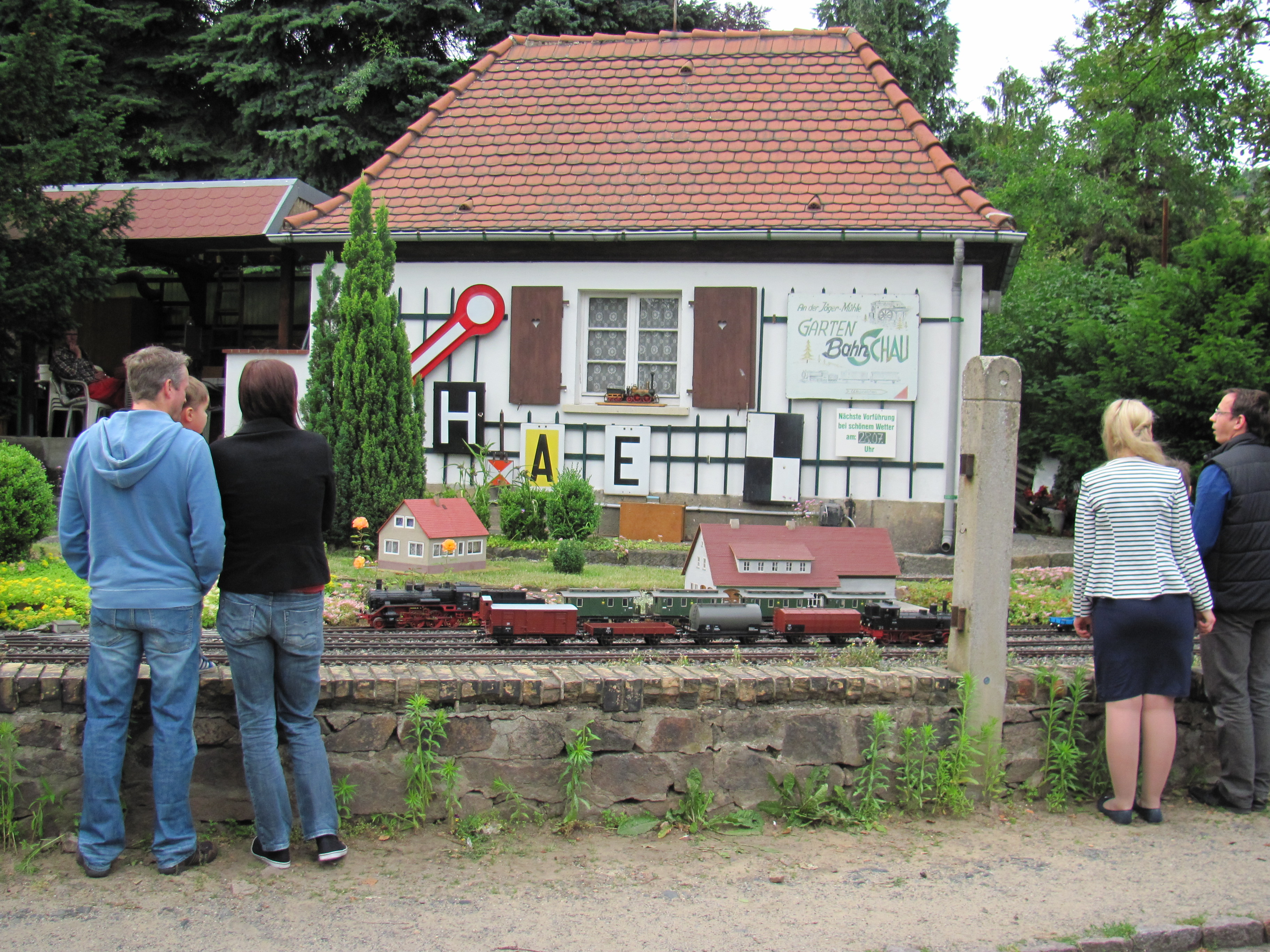
Weiter rechts stehendes Gartenhaus mit Gartenbahnschau im Vorgarten

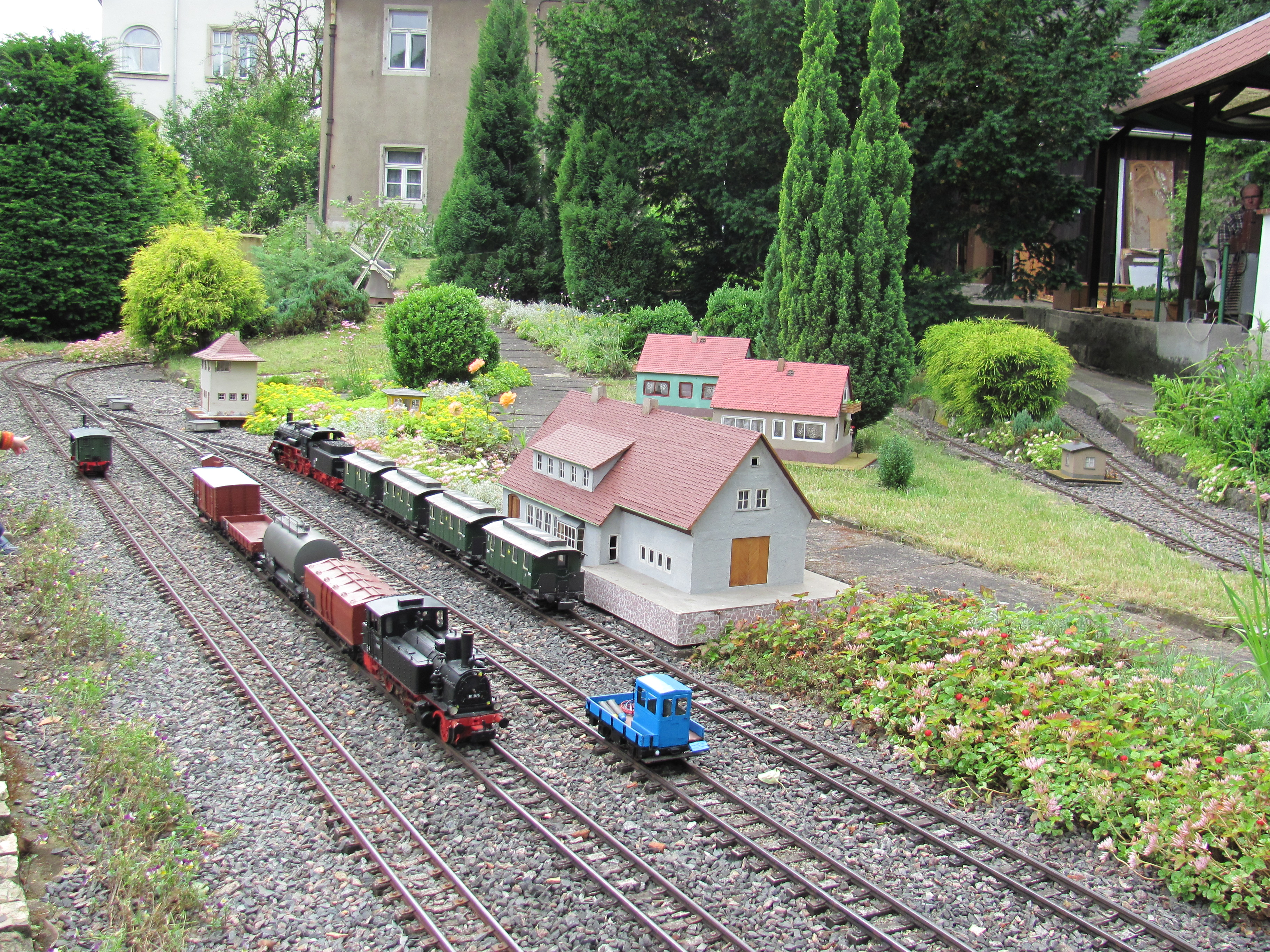
Gartenbahnschau im Vorgarten

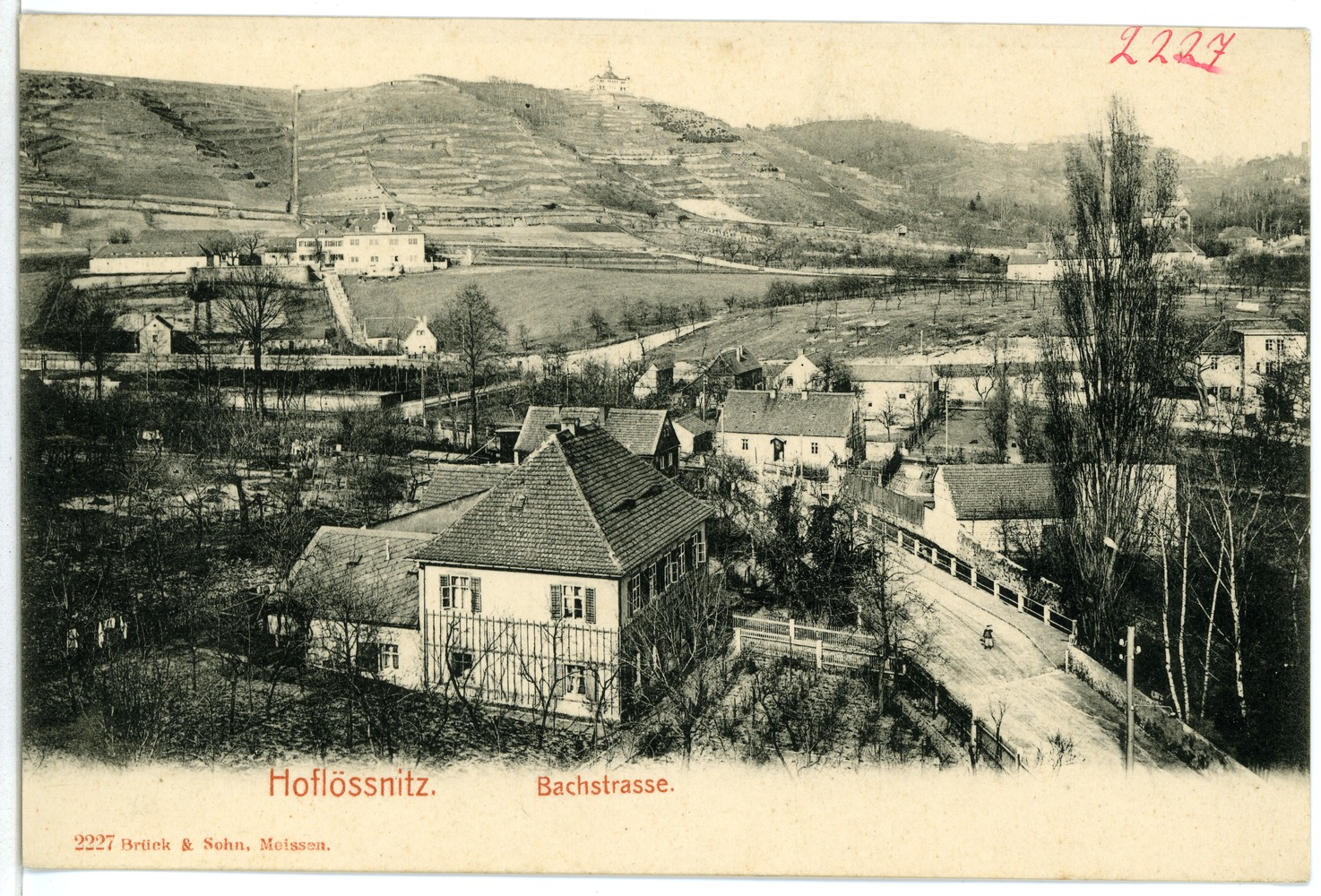
Haus Fährmann (im Vordergrund), 1901

## Beschreibung
Das mitsamt Nebengebäude und Einfriedung denkmalgeschützte Wohnhaus ist ein zweigeschossiger Putzbau, der längs zur Straße liegt. In dieser Ansicht zeigen sich fünf gleichmäßig gereihte Fensterachsen. Die Fenster werden von Sandsteineinfassungen eingerahmt. Obenauf sitzt ein „mäßig steiles“, ziegelgedecktes Walmdach mit einem „recht kurze[n]“ Dachfirst, in dem sich etwas außermittig ein Schornstein befindet. Die Seitenansicht ist zweiachsig.
Das ebenfalls denkmalgeschützte Nebengebäude trägt ein Satteldach und steht giebelständig zur Straße, vom Haupthaus aus nach hinten gerückt.

## Gartenbahn
Auf der gegenüberliegenden Straßenseite, über den an dieser Stelle eingefassten Lößnitzbach hinüber, liegt ein ebenfalls unter der Adresse An der Jägermühle 3 bekanntes Grundstück, auf dem eine personenbefördernde Gartenbahn betrieben wird (51° 6′ 32,7″ N, 13° 39′ 38″ O). Das Grundstück reicht vom Lößnitzbach bis an die Gleise der schmalspurigen Lößnitzgrundbahn (750 Millimeter), sodass es dort ab und zu zu Begegnungen zwischen Zügen unterschiedlicher Spurweiten kommt.
Nach dem Andampfen im Frühling (1. Mai 2013) kommt es insbesondere an den Karl-May-Festtagen mit ihrer erhöhten Zugfrequenz zu solchen Zugbegegnungen, auch sind dann nicht nur die Regelzüge zu sehen, sondern die für das Fest verwendeten Lokomotiven und Wagen der Traditionsbespannung.
Die heute vom Minibahnclub Dresden betriebene Gartenbahn-Anlage wurde im Jahr 1988 begonnen und das erste Mal befahren. Seitdem wurde sie kontinuierlich weiterentwickelt. Sie zeigt heute die beiden Spurweiten 127 Millimeter (5 Zoll) mit einer Streckenlänge von 450 Metern und 144 Millimeter (Maßstab 1:10) mit einer Streckenlänge von 80 Metern.

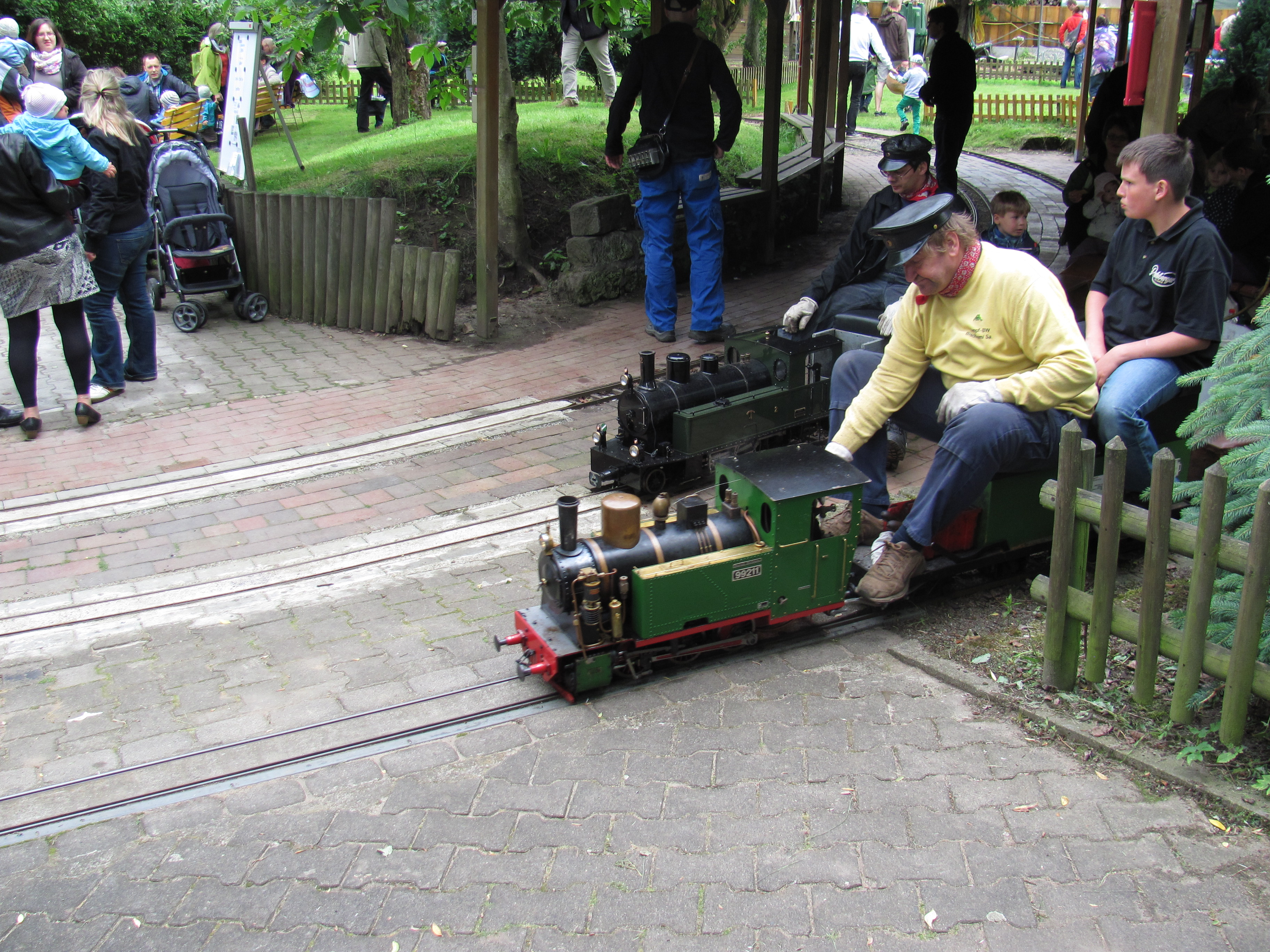
Gegenüberliegendes Gartenbahngelände gleich am Lößnitzbach
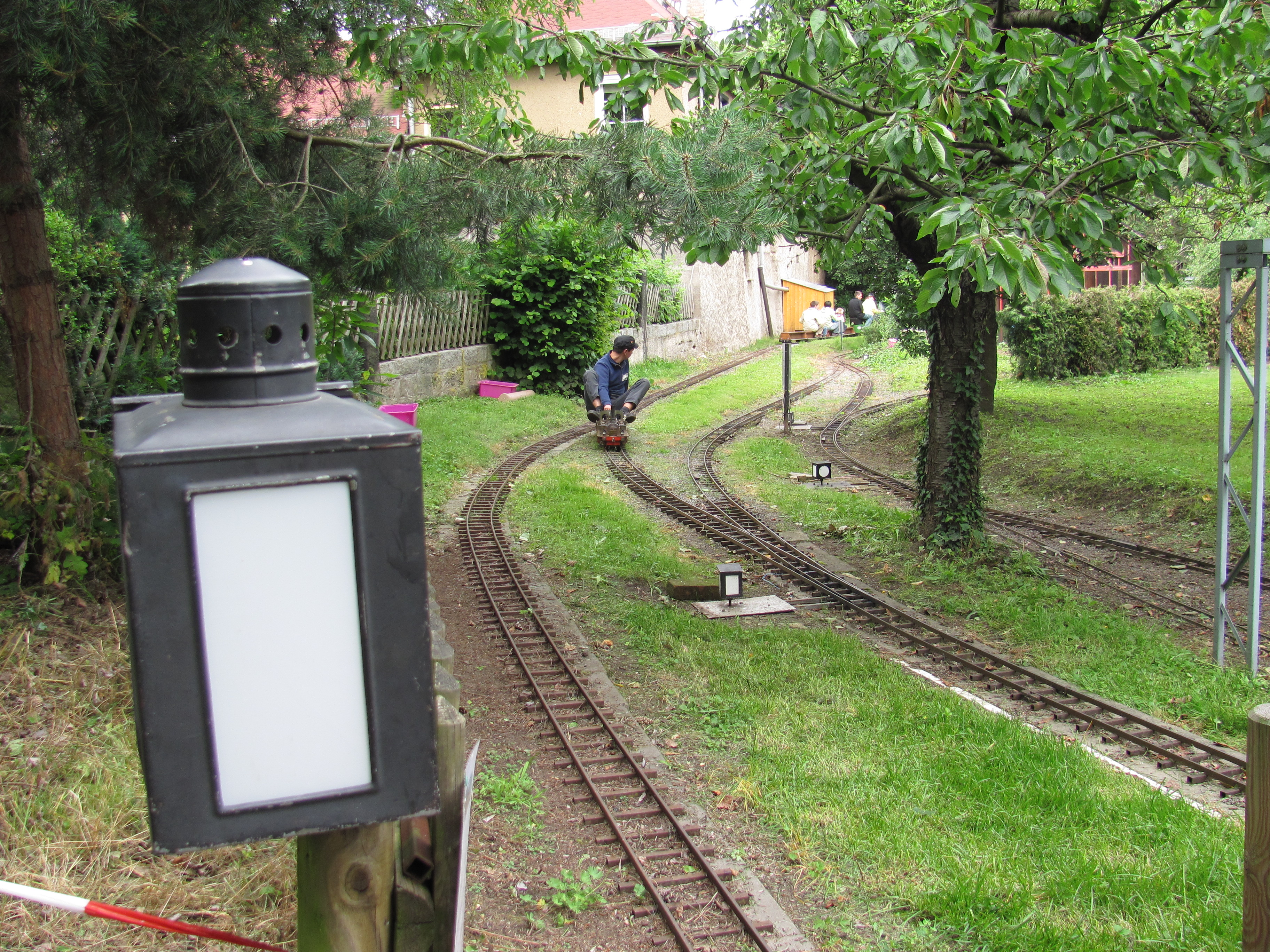
Weichenlandschaft
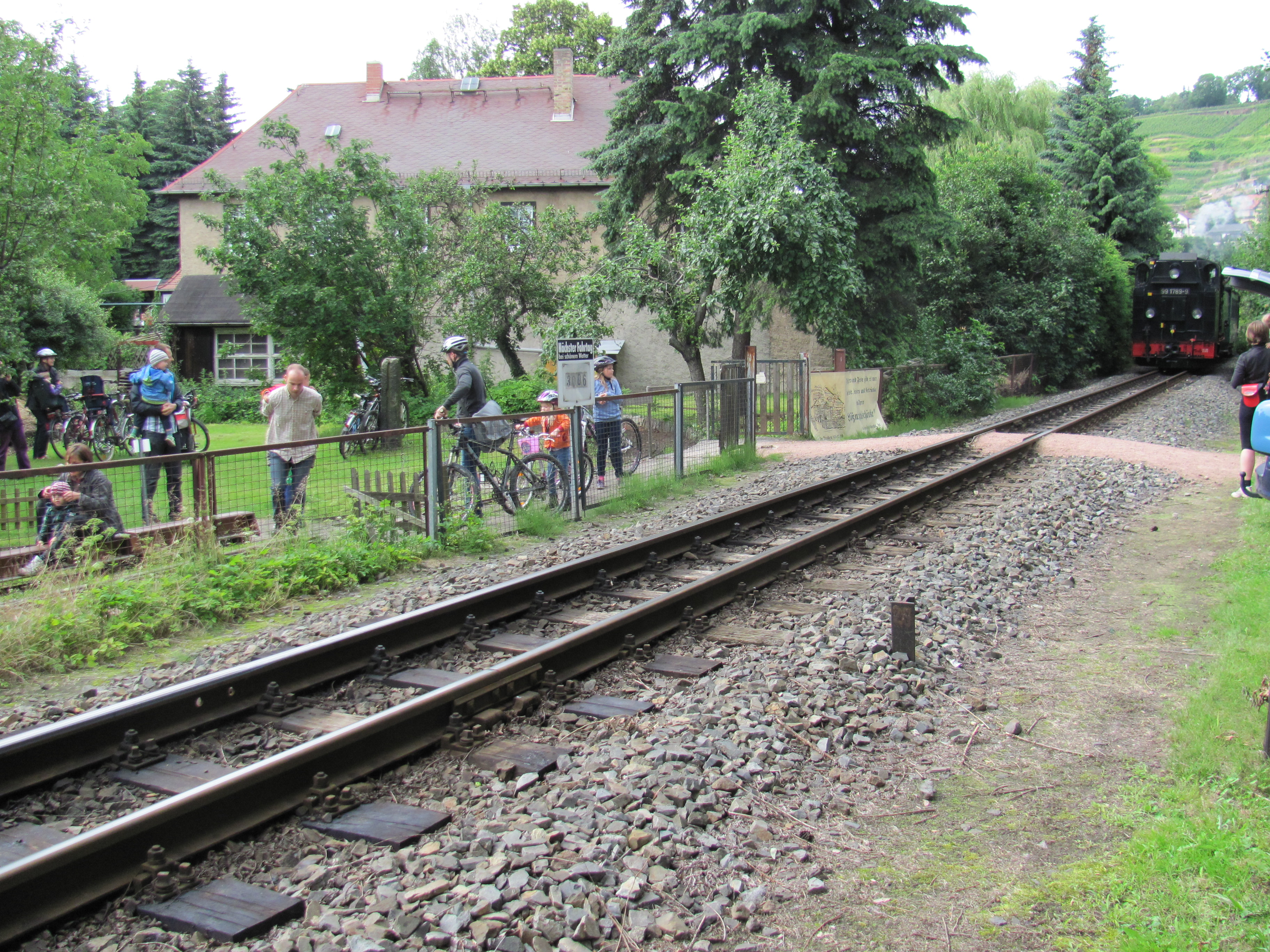
Fast eine Zugbegegnung: rechts Lößnitzgrundbahn (750 mm), links eine Gartenbahn (127 mm)